# ملعب الجنرال سيني كونتشي
ملعب الجنرال سيني كونتشي هو ملعب متعدد الاستخدام يقع في نيامي عاصمة النيجر. غالباً ما يتم استخدامه لمباريات كرة القدم. يسع لجلوس 35 ألف متفرج. يعتبر الملعب الرسمي الذي يخوض فيه منتخب النيجر مبارياته الدولية.
والمعب يحمل اسم الرئيس الراحل سيني كونتشي.